# Javier López Fernández

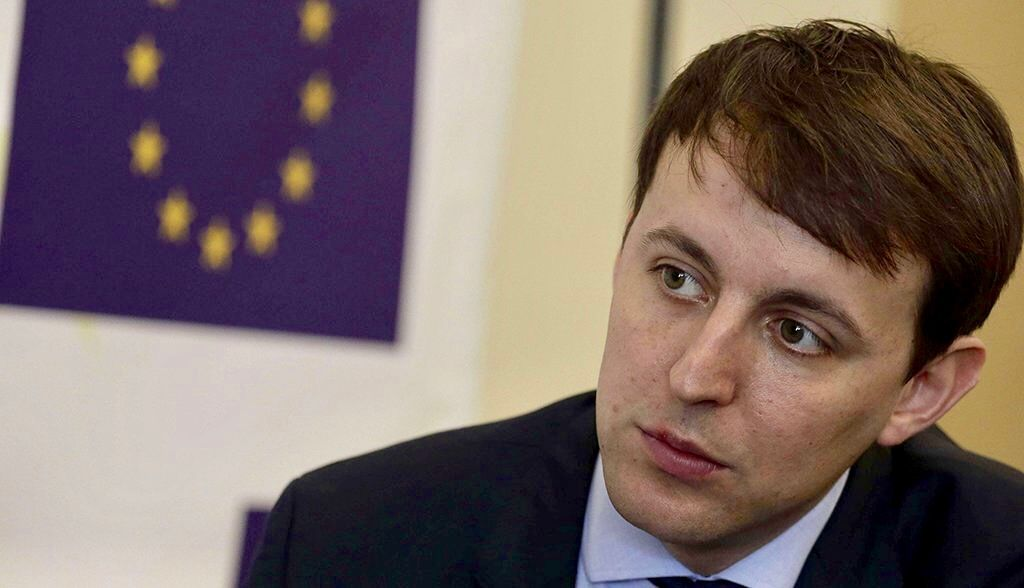
Javi López (2018)

Javier López Fernández, auch Javi López, (* 11. November 1985 in Madrid) ist ein spanischer Politiker der Partit dels Socialistes de Catalunya. Er ist seit 2014 Abgeordneter im Europäischen Parlament.

## Leben
Javier López Fernández studierte von 2003 bis 2008 Rechtswissenschaft an der Universität Pompeu Fabra. 2009 machte er einen Master in Führungswesen für Politik- und Sozialmanagement an der Autonomen Universität Barcelona. López wirkte von 2009 bis 2014 als Erster Sekretär der Sozialistischen Jugend von Katalonien. Er gehörte zudem von 2011 bis 2014 dem Stadtrat des Bezirks Les Corts in Barcelona an und engagierte sich bei den Young European Socialists.
López wurde 2014 ins Europäische Parlament gewählt. Dort ist er Mitglied im Ausschuss für Beschäftigung und soziale Angelegenheiten und in der Delegation in der Parlamentarischen Versammlung Europa-Lateinamerika.